# Johann Brandes (Bürgermeister)

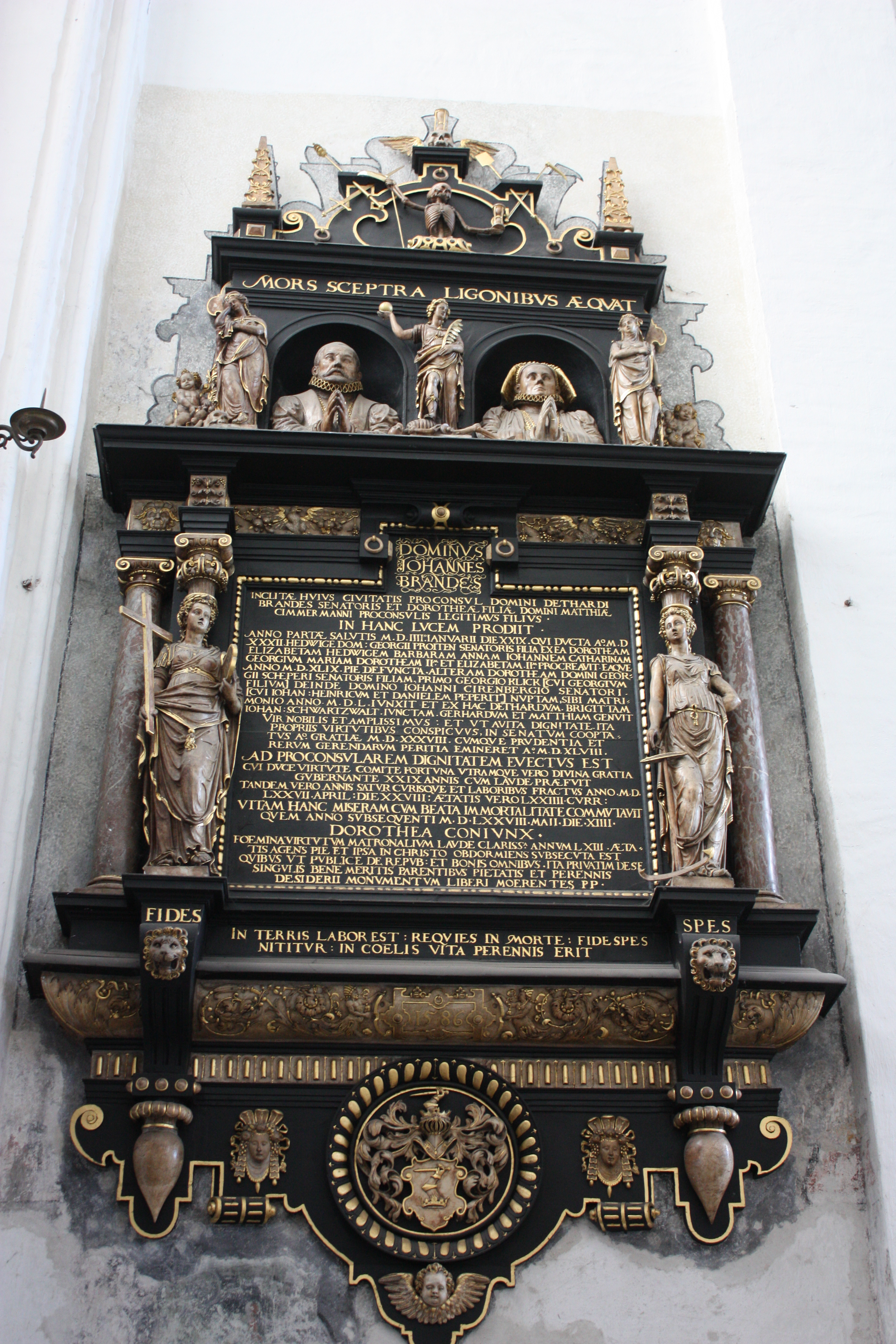
Epitaph für Johannes Brandes und seine Ehefrau Dorothea

Johann Brandes (* 29. Januar 1503 in Danzig; † 28. April 1577 ebenda) war ein deutscher Bürgermeister. Unter seiner Führung wurde Danzig zu einer protestantischen Stadt.
Johannes Brandes war ein Sohn des Danziger Ratsherrn Dethard Brandes († 1528) und dessen Ehefrau Dorothea (1481–1513), Tochter des Danziger Bürgermeisters Matthias Zimmermann. Er wurde 1538 Ratsherr und zehn Jahre später Bürgermeister von Danzig. 1556/1557 erreichte er als Führer der Danziger Gesandtschaft auf dem Reichstag in Warschau für seine Stadt die Duldung der Austeilung des Abendmahls in beiderlei Gestalt. 1567 erhielt Danzig unter seiner Führung das Religionsprivileg. Gegen den Widerstand des Kardinals Stanislaus Hosius wurde Danzig damit protestantisch.
Johann Brandes war mit Dorothea Scheper (1516–1578) verheiratet. Er wurde in der Danziger Marienkirche bestattet.